# 그레그 콜린스
그레그 콜린스(Gregory Vincent Collins, 1952년 12월 8일 ~ )는 미국의 전 미식축구 선수이자 배우이다. 트로이에서 태어났다.

## 출연 작품
- The Wicked (2013)
- 어롱 더 로드사이드 (2013년) - 경찰관 역
- 어 싸우전드 워즈 (2012년)
- 인형의 집 (2009년)
- 네서서리 이블 (2008년)
- 와인 미라클 (2008년)
- 이글 아이 (2008년)
- 프로텍팅 더 킹 (2007년) - NY 경찰관 역
- 노벨 손 (2007년)
- 월드 트레이드 센터 (2006년)
- 더 레인 메이커스 (2005년) - 댈턴 역
- 차밍 스쿨 & 볼룸 댄스 (2005년)
- 셀룰러 (2004년)
- 언 어메리컨 리유니언 (2003년)
- 브루스 올마이티 (2003년)
- 베놈 (2001년)
- 데블 스네이크 (2001년)
- 코요테 어글리 (2000년)
- 식스티 세컨즈 (2000년) - 산 페드로 캅 역
- 특명 델타 포스 4 (1999년)
- US 씰 (1999년)
- 특명 델타 포스 3 (1998년)
- 에너미 오브 스테이트 (1998년)
- 아마겟돈 (1998년) - 핼시 역
- 고질라 (1998년)
- 에어 호크 (1997년)
- 더블 탭 (1997년)
- 콘 에어 (1997년)
- 크릭 (1996년)
- 크로스컷 (1996년)
- 인디펜던스 데이 (1996년)
- 더 록 (1996년)
- 샤론의 씨크리트 (1995년)
- 악연의 사슬 (1995년)
- 언더 씨즈 2 (1995년)
- 유혹의 표적 (1994년)
- 쿨 월드 (1992년)
- 클래스 엑트 (1992년)
- 이브의 파괴 (1991년)
- 두 남자와 한 여자 (1990년)
- 미래에서 온 사나이 (1988년)
- 헬레이더스 (1988년)
- 기계 인간 (1986년)

### 텔레비전
- 슈퍼내츄럴 (2005년)
- 크리미널 마인드 (2005년)
- CSI: 과학수사대 (2000년)
- 풀 하우스 (1987년)
- 트루 블러드 (2008년)
- 치어스 (1982년)
- 더 영 앤 더 레스트리스 (1973년)